# Абдула Анатолій Борисович
Анато́лій Бори́сович Абдула́ (нар. 12 листопада 1976, Харків) — український футбольний арбітр. З 2012 року арбітр ФІФА. Представляє місто Харків.

## Біографія
1999 року розпочав арбітраж аматорів регіональних змагань, з 2001 року — чемпіонату серед аматорів, з 2004 року — другої ліги, з 2006 року — першої ліги. З 2008 року обслуговує матчі Прем'єр-ліги. Обслуговував матчі Кубка Ліги 2009—10.

## Особисте життя
Одружений, має сина та доньку. Хобі — рибалка, читання літератури.